# Plato alpujarreño

El plato alpujarreño es un plato típico de la La Alpujarra, tanto granadina como almeriense. 

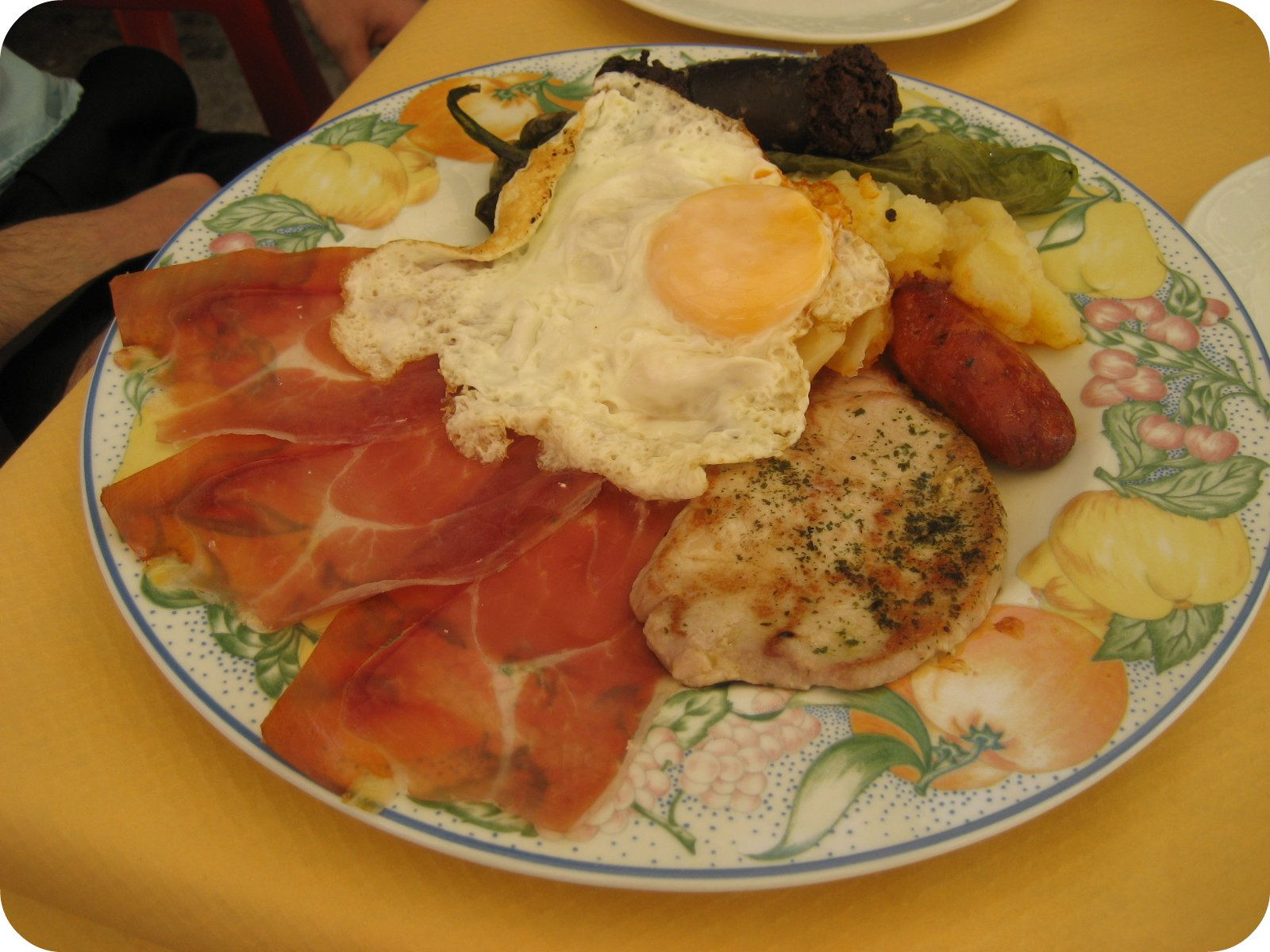
Plato alpujarreño

## Descripción
El plato alpujarreño engloba los productos más representativos de la comarca: morcilla, lomo de orza, longaniza, papas a lo pobre con huevos fritos y jamón serrano de La Alpujarra, existiendo variaciones según la zona.
La invención del mismo no está clara. Sin embargo, la sencillez de su preparación ha hecho del mismo uno de los más populares en la zona.